# Santa Lucía (Corrientes)
Santa Lucía  è una città dell'Argentina, appartenente alla provincia di Corrientes nel dipartimento di Lavalle.
La città si affaccia sulla riva occidentale dell'omonimo fiume Santa Lucía, ed è a circa 170 km dalla capitale provinciale Corrientes.